# Futbol'nogo kluba CSKA Pamir
Il Futbol'nogo kluba CSKA Pamir, nota anche come CSKA Pamir o SKA Pamir e in precedenza come Pamir Dušanbe, è una società di calcio tagika con sede a Dušanbe.

## Storia

### Durante l'era dell'Unione Sovietica (1950-1991)
È stata fondata nel 1950 con il nome di Bol'ševik Stalinabad; in seguito assunse i nomi di Dinamo Stalinabad, Kolchozčy Stalinabad, Urožaj Stalinabad, Chosilot Stalinabad ed Ėnergetik Stalinabad. Dal 1970 la città di Stalinabad assunse il nome di Dušanbe; dal 1970 assunse il nome di Pamir, con cui ottenne i più rilevanti risultati.
In epoca sovietica fu la principale squadra della Repubblica socialista sovietica tagika, arrivando a disputare la massima serie sovietica tra il 1989 e il 1991 La qualificazione alla massima serie si ottenne, difatti, nel 1988 con 58 punti, centrando il primo posto della serie cadetta sovietica, e con distacco di solo un punto dalla seconda, la Rotor Volgograd, e due dalla terza, il CSKA Mosca.
Sebbene non nel periodo più florido della serie calcistica (il 1991 sarà l'anno di dissoluzione dell'Unione Sovietica) , tale posizione  permetteva ad una squadra tagika, finalmente, di confrontarsi con le squadre più titolate dell'unione: Dinamo Minsk (Bielorussia), Dinamo Tbilisi (Georgia), Dinamo Kiev (Ucraina) e squadre russe come lo Zenit di Leningrado e le squadre moscovite allora maggiormente affermate (Torpedo, Spartak, Dinamo).
La squadra non riuscì ad imporsi nel girone di 16 squadre, ottenendo fra il 1989 e il 1991, rispettivamente le posizioni 13ª, 10ª e 10ª.
Sempre nel campionato sovietico, nel 1991 (stagione 1991-1992) ottenne il suo massimo risultato nella Soviet Cup: la qualificazione ai quarti di finale, che videro la sconfitta della squadra tagika in trasferta contro il CSKA Mosca per 2-0.

### Dall'indipendenza del Tagikistan (1991) ad oggi
La squadra che potenzialmente poteva essere la potenza dell'Asia Centrale fu interessata da vari avvenimenti che ne hanno fatto perdere forza e clamore.
All'indomani della dissoluzione dell'URSS, la squadra tagika ha incontrato non pochi ostacoli per essere compresa in un campionato insieme alle altre maggiori squadre ex-sovietiche, specialmente a causa dei lunghe tratte che le squadre di Mosca dovevano percorrere. Relegati al campionato del proprio paese, molti giocatori del Pamir accettarono ben lautamente di approdare in squadre russe che offrivano maggior possibilità di carriera.
Nel 1992, a causa di una guerra civile, degli estremisti islamici chiesero l'epurazione dalla squadra di giocatori di provenienza russa. Ciò ne conseguì la relegazione alle basse posizioni della classifica.
Per non far cadere la squadra nell'oblio, divenne interesse nel 1996 del Ministro della Difesa, Sherali Khayrullaev. La squadra diventa proprietà dell'esercito e cambia denominazione in CSKA Pamir.
Fra più bassi che alti, la squadra, dopo l'indipendenza del Tagikistan, ha vinto nel campionato nazionale Vysšaja Liga due campionati e una coppa.

## Palmarès

### Competizioni nazionali
- Campionato tagiko: 2

1992, 1995
- Coppa del Tagikistan: 1

1992
- Pervaja Liga: 1

1988

### Altri piazzamenti
- Pervaja Liga:

Terzo posto: 1979
- Coppa dell'Unione Sovietica:

Semifinalista: 1991-1992
- Campionato di calcio del Tagikistan:

Secondo posto: 1993, 1994
Terzo posto: 2001
- Coppa del Tagikistan:

Finalista: 2009
Semifinalista: 2015